# Kościół św. Bartłomieja w Mszanie
Kościół świętego Bartłomieja w Mszanie – rzymskokatolicki kościół parafialny należący do parafii pod tym samym wezwaniem (dekanat Brodnica diecezji toruńskiej).
Jest to świątynia wzniesiona na początku XX wieku z czerwonej cegły w stylu neogotyckim, na miejscu poprzedniej świątyni drewnianej z XVII wieku. Wokół świątyni znajduje się mały cmentarz, na którym znajdują się groby księży pracujących w tej parafii, ich rodziców, fundatorów i dobrodziejów świątyni. Na terenie przykościelnym mieszczone są figury: Pietà poświęcona ofiarom I wojny światowej, grota Matki Bożej z lourdes, serce Pana Jezusa, a także ołtarz polowy z figurą i płytą pamiątkową dedykowaną ojcu Świętemu Janowi Pawłowi II (jest to dar od parafian) oraz krzyż misyjny.